# Psychóza
Psychóza je závažný duševní stav, který lze definovat jako neschopnost chovat se a jednat v souladu s okolnostmi. Je to vlastně disociace mezi vnímáním, chováním a prožíváním. Mění se vztah nemocného k realitě.
Rozdíl mezi psychózou a neurózou spočívá v tom, že v psychóze postiženému chybí nadhled (svým bludům bezmezně věří), zatímco neurotický pacient si je změn ve vnímání vědom (a tyto vjemy je schopen alespoň částečně zpochybnit).

## Příčiny
Psychózy jsou často provázeny abnormálními biochemickými pochody v mozku a zdá se, že u části postižených se na vzniku onemocnění podílejí genetické předpoklady. Psychotické projevy však mohou být způsobeny také jinými chorobami, např. poruchami látkové výměny nebo nádorem na mozku a účinkem některých léků, drog nebo alkoholu. U predisponovaných osob může též psychózu vyvolat abnormální psychická zátěž v podobě nadměrného stresu. Může se také objevit důsledkem izolace a nudy, přesněji řečeno z nedostatku pohybu nebo ze stereotypního úpadku mysli.
Z biochemických teorií se zdá nejpravděpodobnější (zejména s ohledem na působení antipsychotik) dopaminová teorie, kdy se předpokládá, že tonická komponenta (převážně extrasynaptická) tvorby dopaminu je snížená, naopak fázický přenos (synaptický) je zvýšen. Z dalších teorií se uvažuje o vlivu serotoninu (serotoninové dráhy působí inhibičně na dopaminový systém), dále o vlivu excitačních aminokyselin (glutamát a aspartát), kdy např. hypofunkce NMDA (N-methyl-D-aspartátových) receptorů vyvolává stavy podobné schizofrenii (toto způsobuje např. droga PCP).

## Projevy
Charakteristická je porucha vnímání: halucinace – typicky sluchové, kdy člověk slyší hlasy, které přikazují, pomlouvají či rozmlouvají mezi sebou, zesměšňují a někdy i vyhrožují, dále bludy – typicky paranoidní, kdy má pocit, že je sledován, odposloucháván, pronásledován apod. Mohou nastat poruchy emotivity, kdy se člověk např. směje nepřiměřeně situaci. Mohou se vyskytnout tzv. katatonní příznaky, kdy se dlouho nehýbe, strnule zůstává v určitých polohách nebo naopak je výrazně neklidný, agresivní a ohrožuje své okolí či sebe.

## Nemoci
Existuje více nemocí, u kterých se projevují psychotické prožitky. Asi nejznámější je schizofrenie, ale mohou se vyskytnout i při užívání alkoholu či drog (typicky stimulancia, zejména pervitin či kokain, případně dlouhodobé užívání geneticky modifikované marihuany) a dále u demencí či úrazů s postižením mozku. Přechodně se objevují i po operacích nebo taktéž v důsledku dlouhodobého hladovění. Psychotické prožitky mohou být u těžkých mánií či depresivních stavů, přičemž v těchto případech se ale projevy trochu liší od předešlých.
U schizofrenie se předpokládá polygenní dědičnost spolu s vlivem prostředí. K vnějším vlivům patří zejména:
- podvýživa matky v 1. trimestru,
- chřipkové onemocnění matky ve 2. trimestru,
- hyperprotektivní rodiče, nebo naopak odmítavý vztah rodičů k dítěti
- a dále např. (zejména nadměrně) stresující události v životě (zejména ztráta zaměstnání, rozvod, nechtěný potrat, svatba, těhotenství a porod, smrt blízkého člověka apod.)